# Liste der Monuments historiques in Monchy-Humières
Die Liste der Monuments historiques in Monchy-Humières führt die Monuments historiques in der französischen Gemeinde Monchy-Humières auf.

## Liste der Bauwerke
| Bezeichnung      | Beschreibung              | Standort | Kennzeichnung | Schutzstatus | Datum | Bild |
| ---------------- | ------------------------- | -------- | ------------- | ------------ | ----- | ---- |
| Kirche St-Martin | Erbaut im 17. Jahrhundert |          | PA00114749    | Classé       | 1920  |      |

## Liste der Objekte
- Monuments historiques (Objekte) in Monchy-Humières in der Base Palissy des französischen Kultusministeriums